# 6289 Lanusei
6289 Lanusei è un asteroide della fascia principale. Scoperto nel 1984, presenta un'orbita caratterizzata da un semiasse maggiore pari a 3,1737355 UA e da un'eccentricità di 0,1223090, inclinata di 2,10239° rispetto all'eclittica.
L'asteroide è dedicato all'omonima località della Sardegna.